# Нижньотагільський міський округ
Нижньотагі́льський міський округ (рос. Нижнетагильский городской округ) — адміністративна одиниця Свердловської області Російської Федерації.
Адміністративний центр — місто Нижній Тагіл.

## Населення
Населення міського округу становить 356844 особи (2018; 365433 у 2010, 395539 у 2002).

## Склад
До складу міського округу входять 24 населених пункти, які утворюють 7 територіальних відділів адміністрації:
| Населений пункт                         | Населення, осіб (2002) | Населення, осіб (2010) |
| --------------------------------------- | ---------------------- | ---------------------- |
| Вісімо-Уткинський територіальний відділ |                        |                        |
| Вісімо-Уткинськ, селище                 | 857                    | 606                    |
| Тани, селище                            | 18                     | 0                      |
| Нижньотагільський територіальний відділ |                        |                        |
| Євстюніха, селище                       | 186                    | 106                    |
| Запрудний, селище                       | 233                    | 0                      |
| Нижній Тагіл, місто                     | 390498                 | 361811                 |
| Покровський територіальний відділ       |                        |                        |
| Покровське-1, селище                    | -                      | -                      |
| Серебрянський територіальний відділ     |                        |                        |
| Верхня Ослянка, село                    | 294                    | 191                    |
| Зарічна, присілок                       | 22                     | 17                     |
| Нижня Ослянка, присілок                 | 8                      | 5                      |
| Серебрянка, село                        | 963                    | 598                    |
| Уральцівський територіальний відділ     |                        |                        |
| Захаровка, присілок                     | 31                     | 15                     |
| Уралець, селище                         | 1577                   | 1425                   |
| Усть-Уткинський територіальний відділ   |                        |                        |
| Баронська, присілок                     | 55                     | 37                     |
| Йоква, селище                           | 14                     | 8                      |
| Сульом, село                            | 137                    | 68                     |
| Усть-Утка, присілок                     | 154                    | 129                    |
| Чащинський територіальний відділ        |                        |                        |
| Антоновський, селище                    | 72                     | 62                     |
| Баклушина, селище                       | 0                      | 1                      |
| Волчовка, селище                        | 10                     | 3                      |
| Єлизаветинське, село                    | 118                    | 48                     |
| Канава, селище                          | 10                     | 13                     |
| Студений, селище                        | 87                     | 91                     |
| Чауж, селище                            | 12                     | 13                     |
| Чащино, селище                          | 183                    | 186                    |

## Найбільші населені пункти
| № | Населений пункт | Населення, осіб (2002) | Населення, осіб (2010) |
| - | --------------- | ---------------------- | ---------------------- |
| 1 | Нижній Тагіл    | 390 498                | 361 811                |
| 2 | Уралець         | 1 577                  | 1 425                  |